# ماده تاریک سرد
مادهٔ تاریک سرد (به انگلیسی: Cold Dark Matter)  که به اختصار CDM خوانده می‌شود، شکلی فرضی از ماده است که برهم‌کنش بسیار ضعیفی با تابش الکترومغناطیسی دارد (تاریک) و بیشتر ذرات آن در مقایسه با سرعت نور به آهستگی حرکت می‌کنند (سرد). گمان می‌رود که ۸۴٫۵۴٪ مادهٔ موجود در جهان مادهٔ تاریک است و مادهٔ باریونی (معمولی) که تشکیل‌دهندهٔ ستارگان، سیارات و ارگانیسم‌های زنده است تنها ۱۵٫۴۶٪ از کل مادهٔ جهان را تشکیل می‌دهد. مادهٔ تاریک برهم‌کنش بسیار ضعیفی با مادهٔ باریونی معمولی دارد.